# Leichtathletik-Weltmeisterschaften 2013/1500 m der Frauen

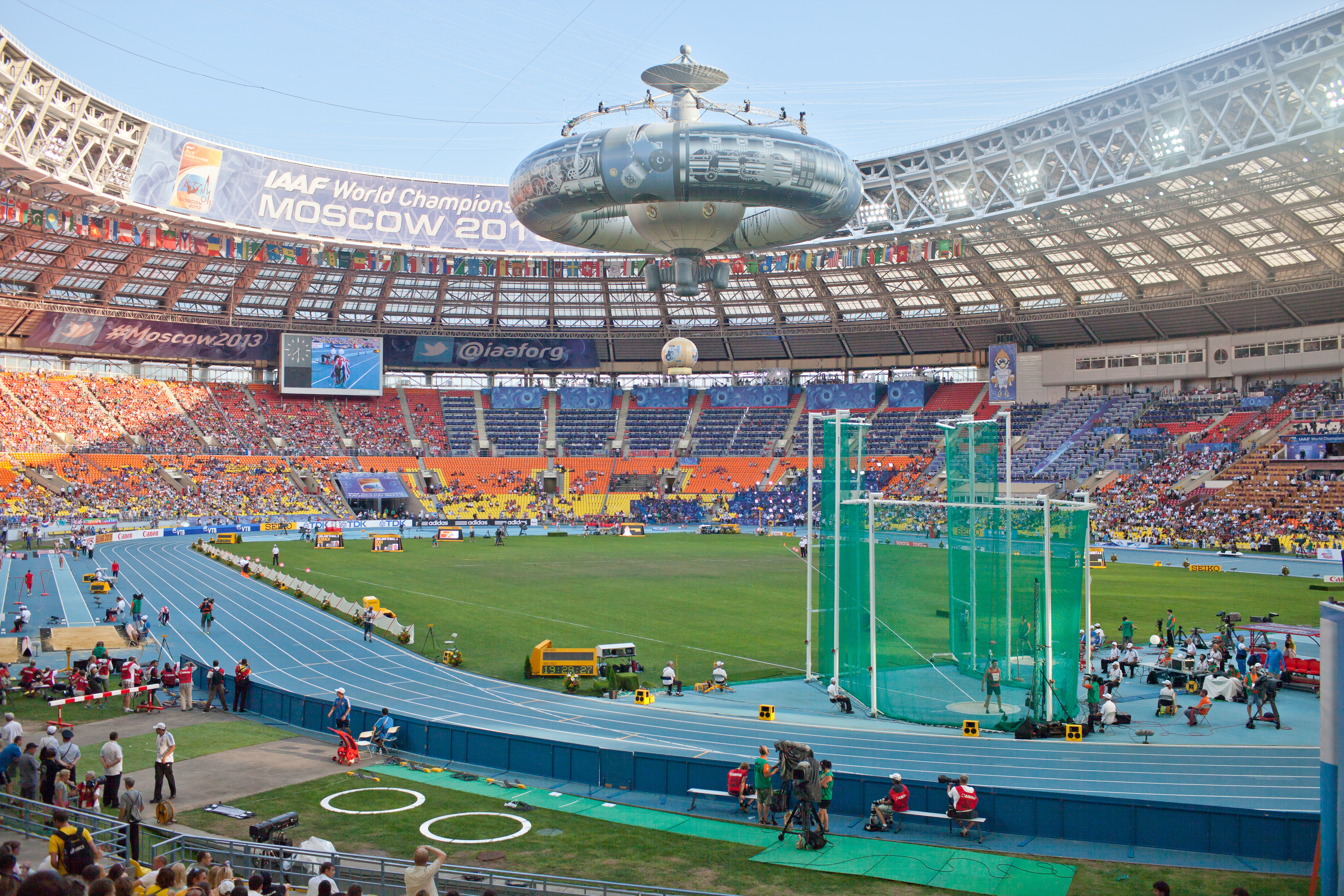
Das Olympiastadion Luschniki während der Weltmeisterschaften

Der 1500-Meter-Lauf der Frauen bei den Leichtathletik-Weltmeisterschaften 2013 wurde vom 11. bis 15. August 2013 im Olympiastadion Luschniki der russischen Hauptstadt Moskau ausgetragen.
Weltmeisterin wurde die seit 2012 für Schweden startende gebürtige Äthiopierin Abeba Aregawi. Rang zwei belegte die US-amerikanische Titelverteidigerin und Olympiadritte von 2012 Jenny Simpson. Bronze ging an die Kenianerin Hellen Obiri.

## Bestehende Rekorde
| Weltrekord | 3:50,46 min | Qu Yunxia          | Peking, Volksrepublik China  | 11. mineptember 1993 |
| WM-Rekord  | 3:58,52 min | Tatjana Tomaschowa | WM 2003 in Paris, Frankreich | 31. August 2003      |

Der bestehende WM-Rekord wurde bei diesen Weltmeisterschaften nicht eingestellt und nicht verbessert. Alle Rennen wurden in mäßigem Tempo gelaufen und waren alleine auf den Spurt zugeschnitten. Die schnellste Zeit wurde mit 4:02,67 min im Finale durch Weltmeisterin Abeba Aregawi erzielt.
Es gab einen Landesrekord:

4:15,36 – Rosibel García, Kolumbien, erster Vorlauf

## Doping
Hier gab es zwei Dopingfälle:
- Die zunächst sechstplatzierte russische Läuferin Jekaterina Scharmina wurde aufgrund von Anomalien in ihrem Blutbild vom 7. Dezember 2015 an für drei Jahre gesperrt. Unter anderem ihr Resultat von diesen Weltmeisterschaften wurde gestrichen.[2]
- Die vom 14. Juli bis 16. August 2014 erzielten Resultate der im Halbfinale ausgeschiedenen Swetlana Podosjonowa, spätere Swetlana Karamaschewa, ebenfalls aus Russland, wurden wegen Auffälligkeiten in ihrem Biologischen Pass annulliert.[3]

Benachteiligt wurden dadurch Läuferinnen, denen das Recht auf einen Start in der jeweils nächsten Runde verwehrt blieb. Auf der Grundlage der Resultate waren dies:
- Kate van Buskirk, Kanada – Sie wäre aufgrund ihres fünften Platzes im zweiten Halbfinalrennen für das Finale qualifiziert gewesen.
- Sheila Reid, Kanada – Sie hätte aufgrund ihres sechsten Rangs im zweiten Vorlauf im Halbfinale starten dürfen.
- Diana Sujew, Deutschland – Sie hatte sich mit ihrer Leistung im dritten Vorlauf über die Zeitregel eigentlich für einen Start im Halbfinale qualifiziert.

Im Fall der Diana Sujew wird die Tragweite der Dopingbetrügereien noch einmal besonders deutlich. Schon im Jahr zuvor war diese Athletin bei den Europameisterschaften vom Dopingbetrug durch gleich vier Läuferinnen betroffen gewesen und hatte lange Zeit auf die ihr dann zuerkannte Silbermedaille warten müssen. So waren ihr Fördergelder verloren gegangen, ihre Reputation hatte gelitten und ihre Sportkarriere war beeinträchtigt – so wie das auf zahlreiche vergleichbare weitere Fälle ebenfalls zutrifft.

## Vorrunde
Die Vorrunde wurde in drei Läufen durchgeführt. Die ersten sechs Athletinnen pro Lauf – hellblau unterlegt – sowie die darüber hinaus sechs zeitschnellsten Läuferinnen – hellgrün unterlegt – qualifizierten sich für das Halbfinale.

### Vorlauf 1
11. August 2013, 10:25 Uhr
| Platz | Name                 | Nation         | Zeit (min)                            |
| ----- | -------------------- | -------------- | ------------------------------------- |
| 1     | Abeba Aregawi        | Schweden       | 4:07,66                               |
| 2     | Siham Hilali         | Marokko        | 4:07,82                               |
| 3     | Nancy Jebet Langat   | Kenia          | 4:07,98                               |
| 4     | Renata Pliś          | Polen          | 4:08,2ß                               |
| 5     | Mary Cain            | USA            | 4:08,21                               |
| 6     | Kate van Buskirk     | Kanada         | 4:08,65                               |
| 7     | Luiza Gega           | Albanien       | 4:08,76                               |
| 8     | Maureen Koster       | Niederlande    | 4:08,99                               |
| 9     | Gelete Burka         | Äthiopien      | 4:11,26                               |
| 10    | Laura Weightman      | Großbritannien | 4:14,38                               |
| 11    | Rosibel García       | Kolumbien      | 4:15,36 NR                            |
| 12    | Amela Terzić         | Serbien        | 4:27,89                               |
| DOP   | Swetlana Podosjonowa | Russland       | 4:07,87 für das Halbfinale zugelassen |

Im ersten Vorlauf ausgeschiedene Athletinnen:

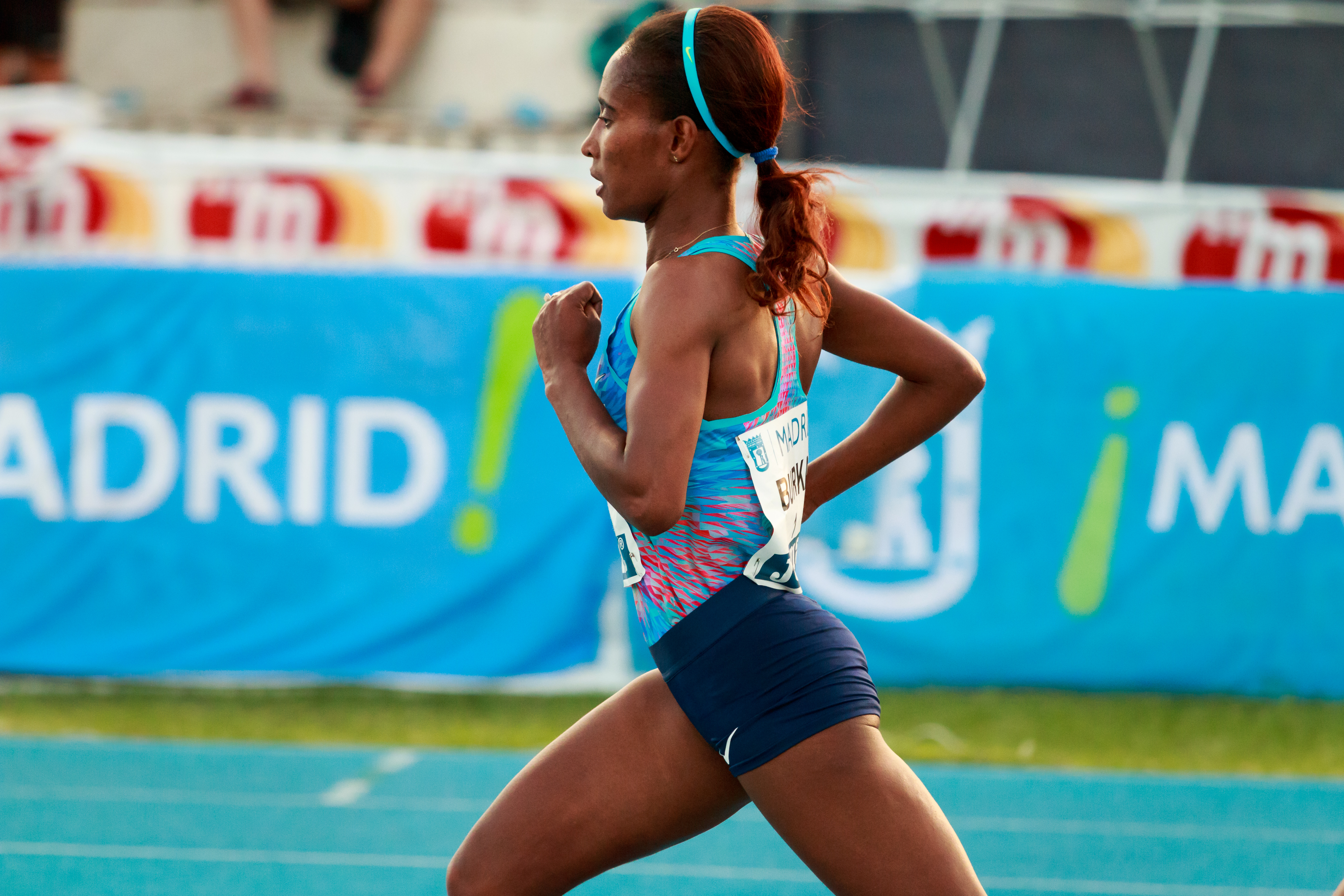
Gelete Burka Rang neun in 4:11,26 min
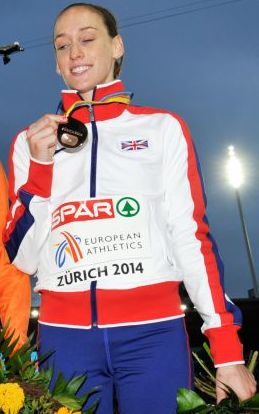
Laura Weightman Rang zehn in 4:14,38 min
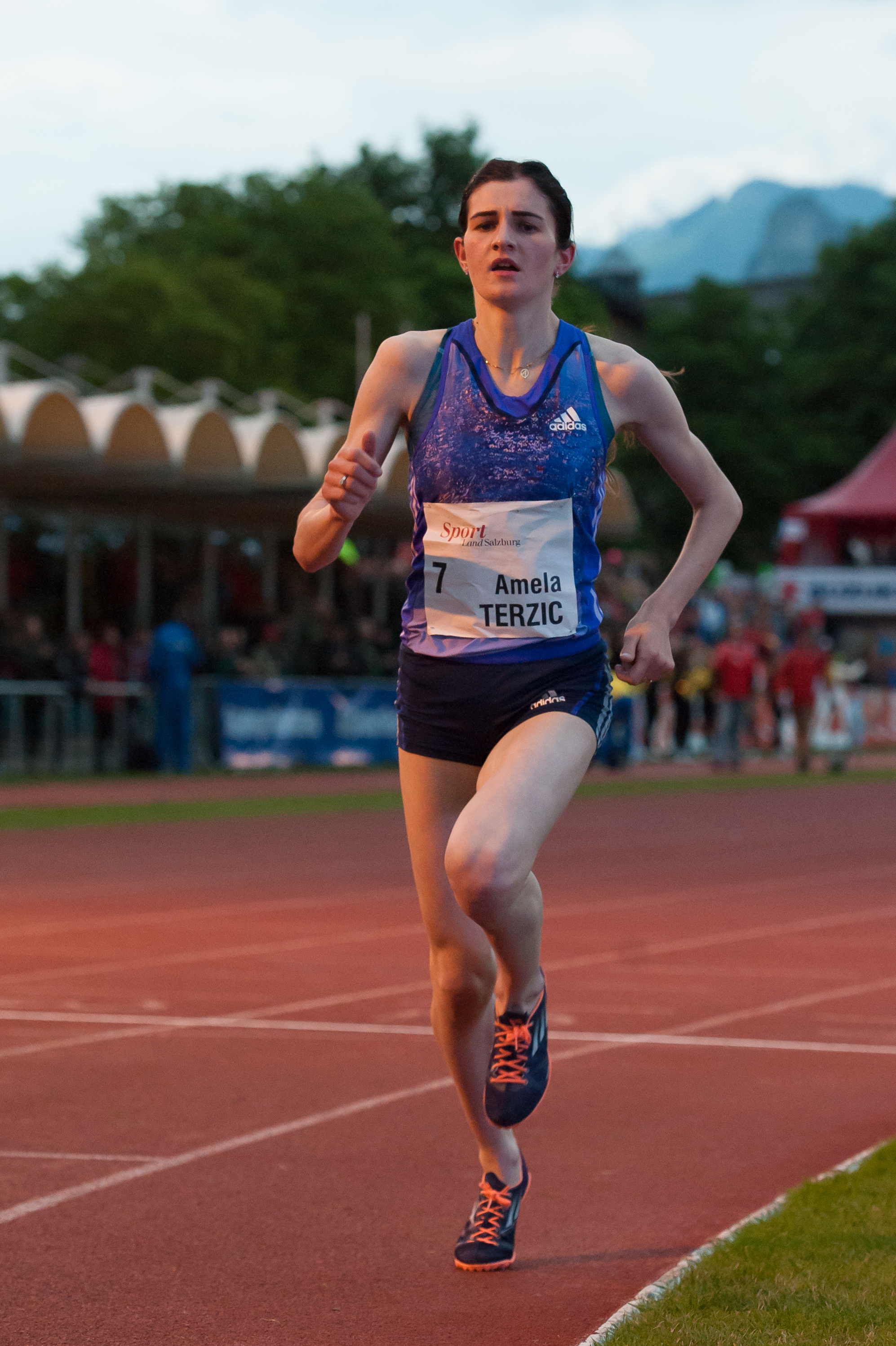
Amela Terzić Rang zwölf in 4:27,89 min

### Vorlauf 2

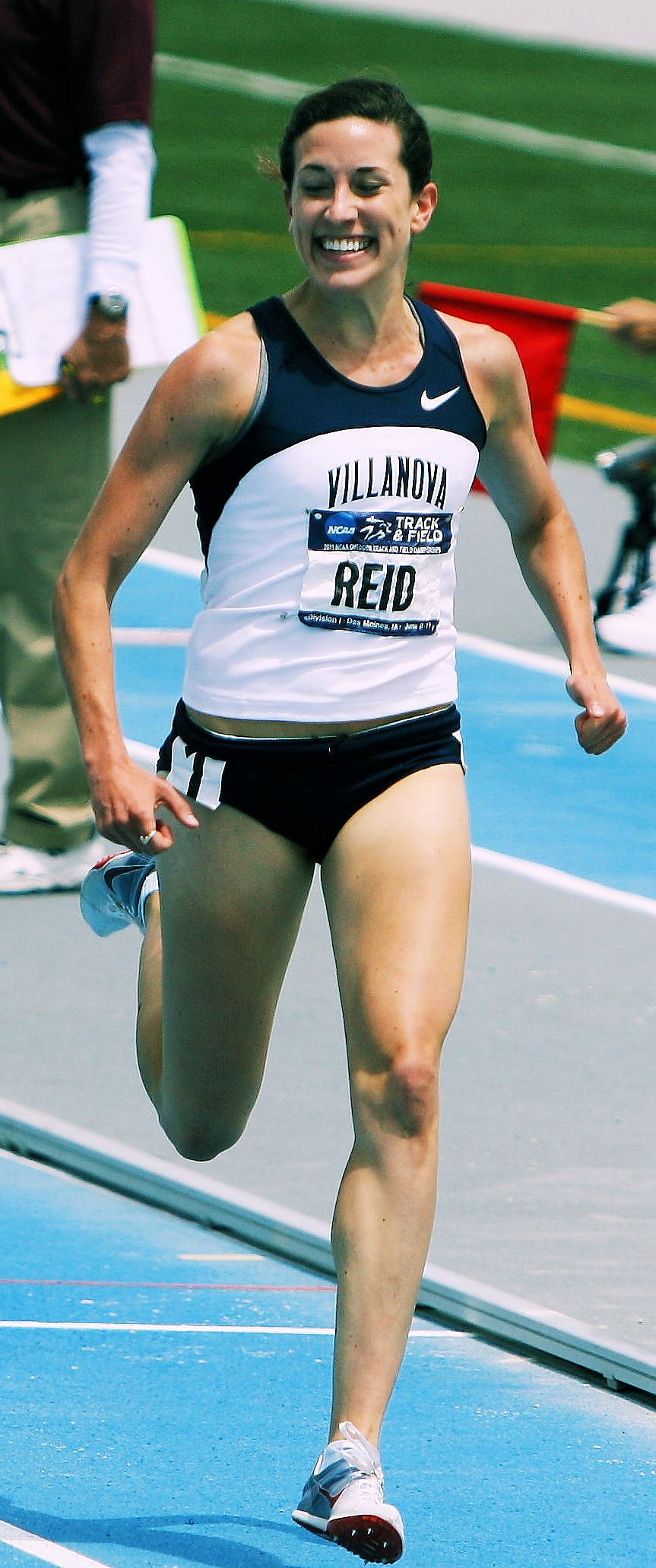
Sheila Reid hatte sich als Sechste ihres Vorlaufs eigentlich für das Halbfinale qualifiziert, musste dort jedoch zuschauen, weil eine gedopte Läuferin vor ihr gelegen hatte

11. August 2013, 10:36 Uhr
| Platz | Name                 | Nation                       | Zeit (min)                                         |
| ----- | -------------------- | ---------------------------- | -------------------------------------------------- |
| 1     | Zoe Buckman          | Australien                   | 4:06,99                                            |
| 2     | Jenny Simpson        | USA                          | 4:07,16                                            |
| 3     | Rababe Arafi         | Marokko                      | 4:07,84                                            |
| 4     | Faith Kipyegon       | Kenia                        | 4:08,66                                            |
| 5     | Mimi Belete          | Bahrain                      | 4:09,27                                            |
| 6     | Sheila Reid          | Kanada                       | 4:10,90 eigentlich für das Halbfinale qualifiziert |
| 7     | Margherita Magnani   | Italien                      | 4:11,15                                            |
| 8     | Senbere Teferi       | Äthiopien                    | 4:11,41                                            |
| 9     | Cory McGee           | USA                          | 4:12,33                                            |
| 10    | Betlhem Desalegn     | Vereinigte Arabische Emirate | 4:12,97                                            |
| 11    | Eliane Saholinirina  | Madagaskar                   | 4:18,04                                            |
| DOP   | Jekaterina Scharmina | Russland                     | 4:07,17 für das Halbfinale zugelassen              |

Im zweiten Vorlauf ausgeschiedene Athletinnen:

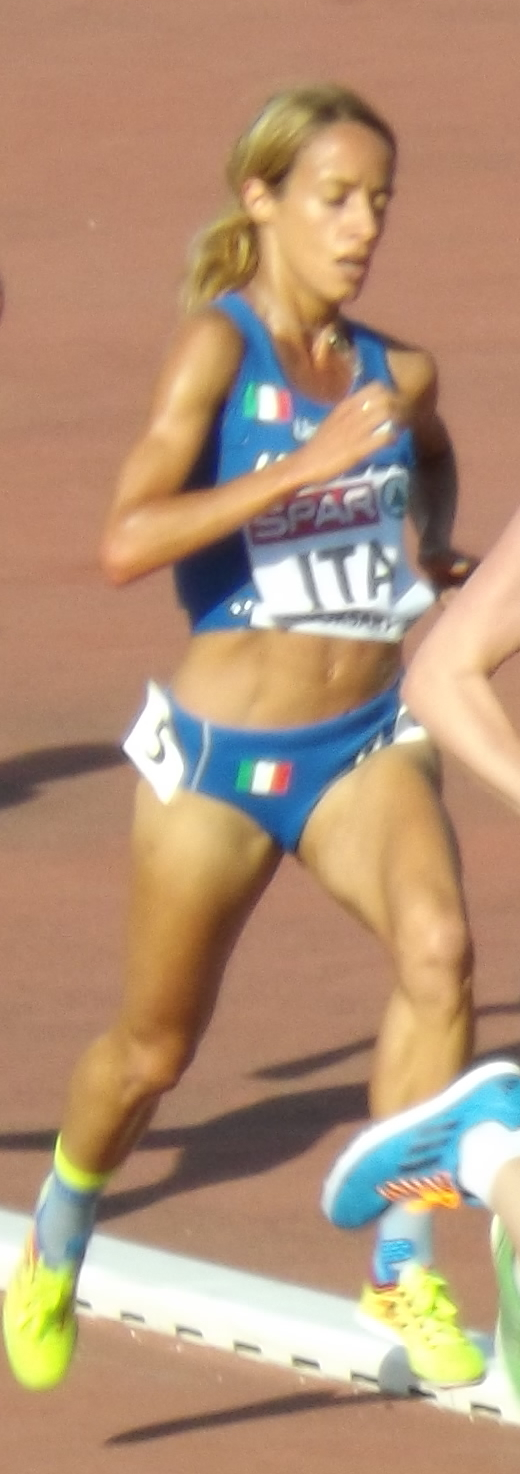
Margherita Magnani Rang sieben in 4:11,15 min
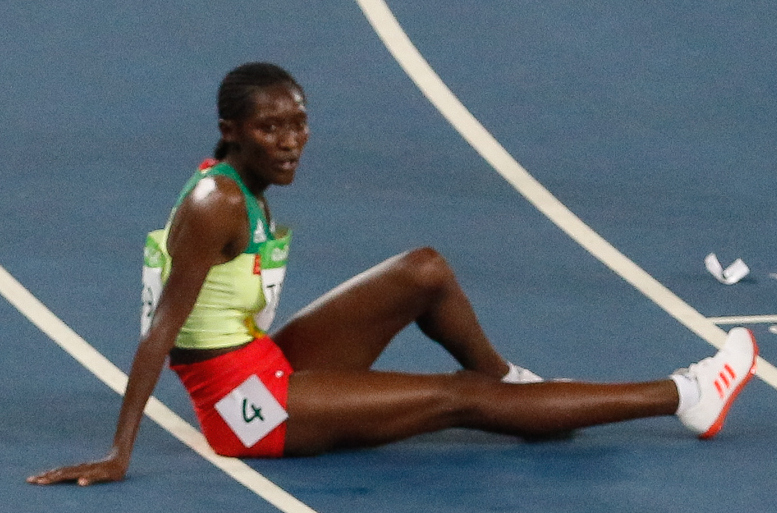
Senbere Teferi Rang acht in 4:11,41 min
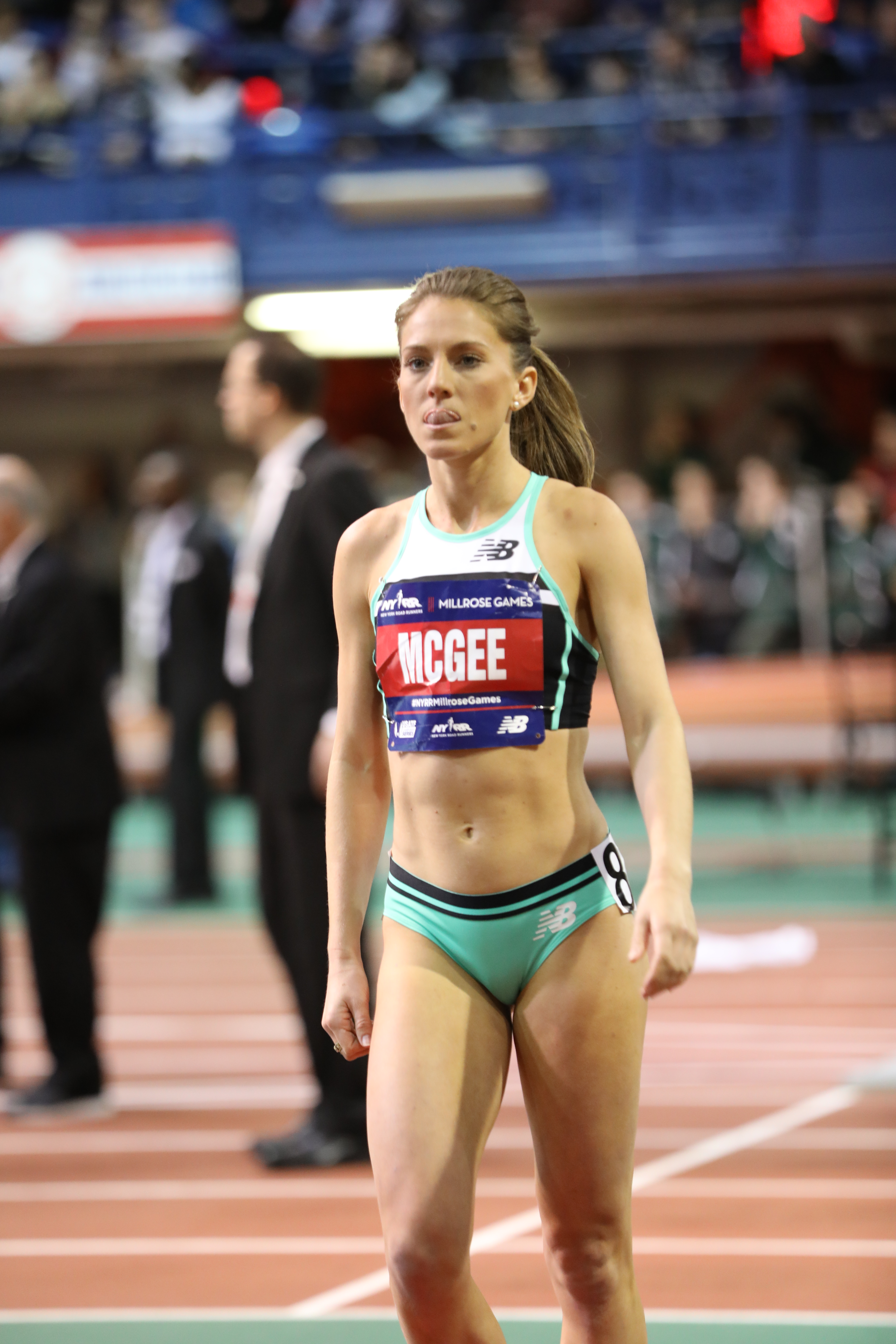
Cory McGee Rang neun in 4:12,33 min
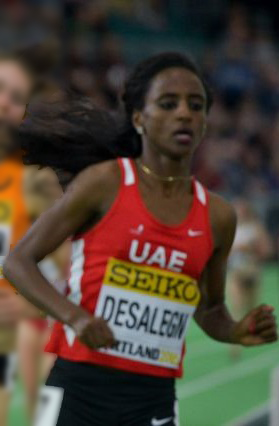
Betlhem Desalegn Rang zehn in 4:12,97 min
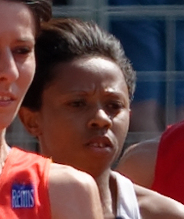
Eliane Saholinirina (rechts) Rang elf in 4:18,04 min

### Vorlauf 3

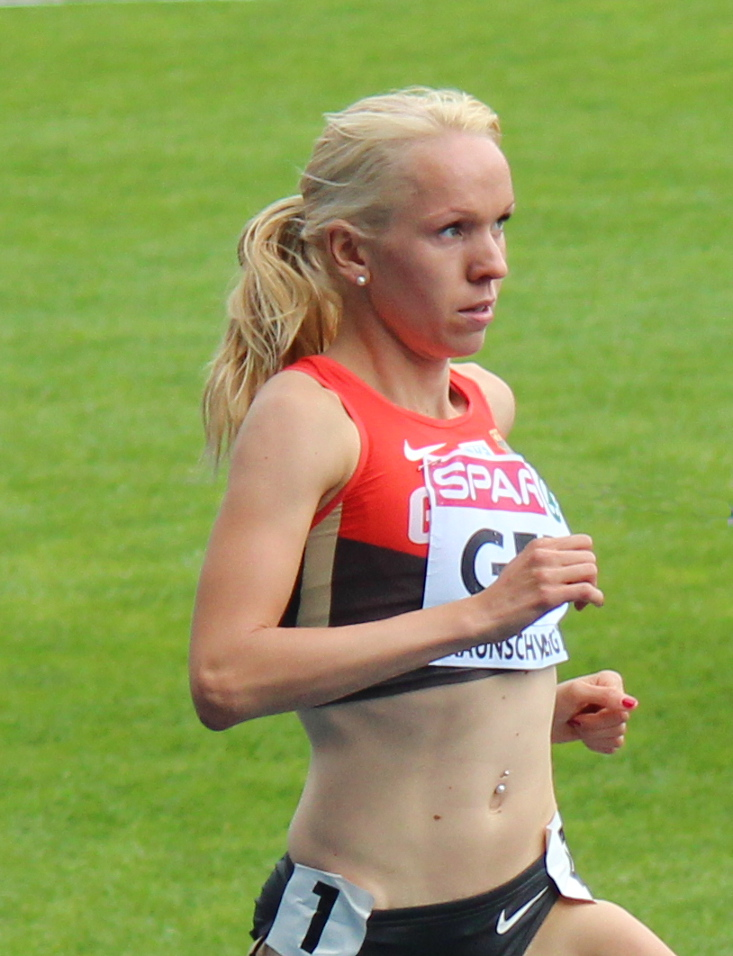
Diana Sujew wurde durch eine gedopte Wettbewerberin um ihre Halbfinalteilnahme gebracht

11. August 2013, 10:47 Uhr
| Platz | Name              | Nation         | Zeit (min)                                         |
| ----- | ----------------- | -------------- | -------------------------------------------------- |
| 1     | Genzebe Dibaba    | Äthiopien      | 4:06,78                                            |
| 2     | Hellen Obiri      | Kenia          | 4:06,98                                            |
| 3     | Hannah England    | Großbritannien | 4:08,05                                            |
| 4     | Jelena Korobkina  | Russland       | 4:08,33                                            |
| 5     | Natalia Rodríguez | Spanien        | 4:08,44                                            |
| 6     | Nicole Sifuentes  | Kanada         | 4:08,54                                            |
| 7     | Sonja Roman       | Slowenien      | 4:08,58                                            |
| 8     | Sarah Brown       | USA            | 4:09,00                                            |
| 9     | Btissam Lakhouad  | Marokko        | 4:09,15                                            |
| 10    | Diana Sujew       | Deutschland    | 4:09,40 eigentlich für das Halbfinale qualifiziert |
| 11    | Ioana Doaga       | Rumänien       | 4:09,78                                            |
| 12    | Tuğba Koyuncu     | Türkei         | 4:15,56                                            |

## Halbfinale
In den beiden Halbfinalläufen qualifizierten sich die jeweils ersten fünf Athletinnen – hellblau unterlegt – sowie die darüber hinaus zwei zeitschnellsten Läuferinnen – hellgrün unterlegt – für das Finale.

### Halbfinallauf 1

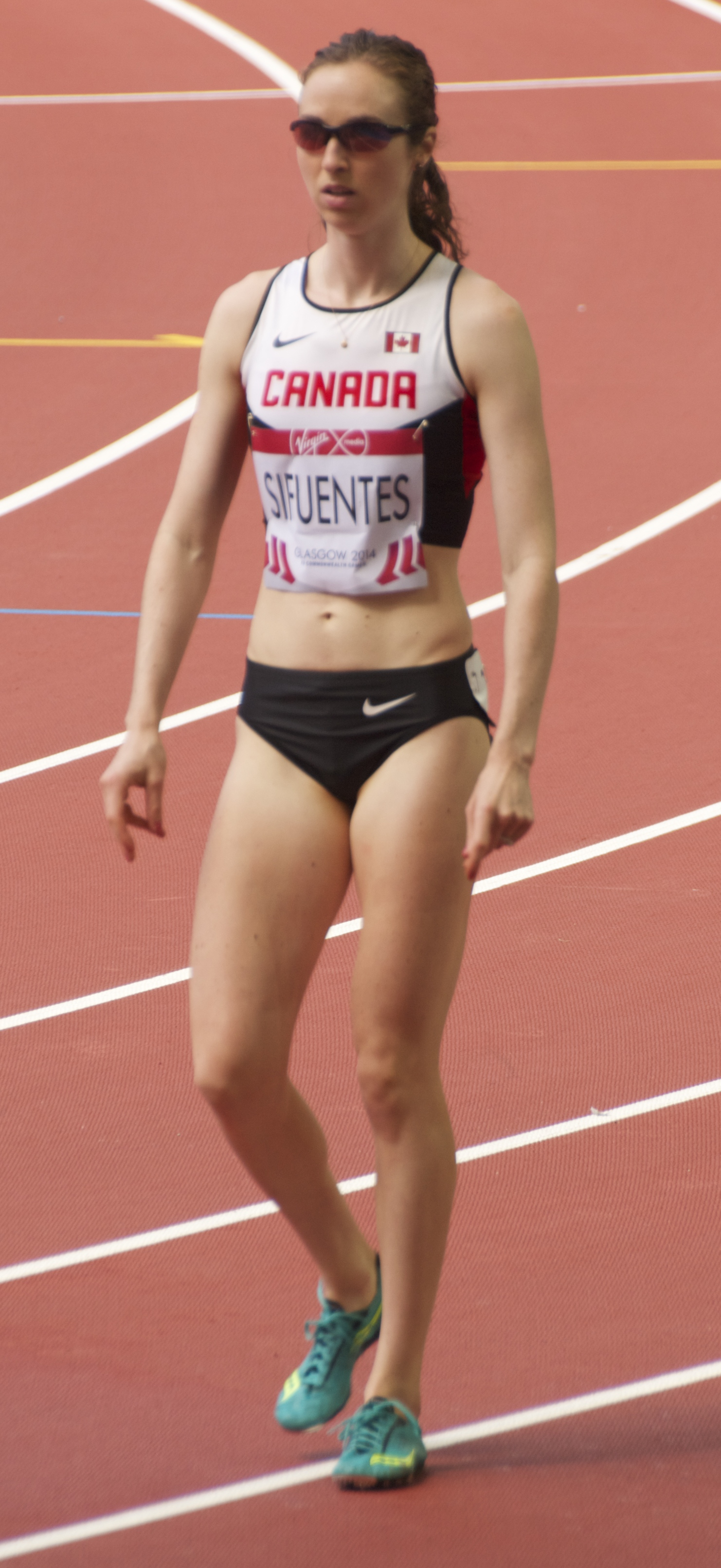
Nicole Sifuentes – ausgeschieden als Achte in 4:06,30 min
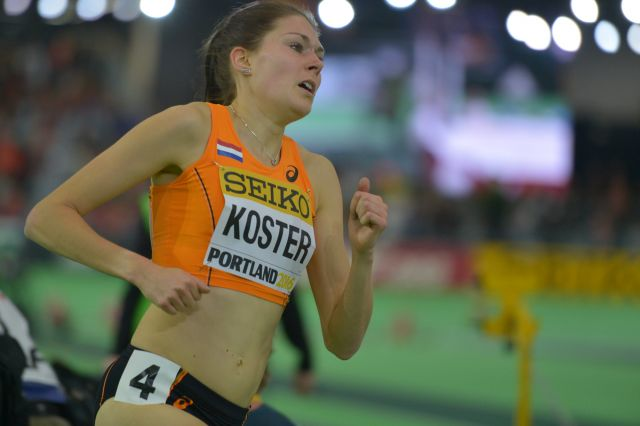
Maureen Koster – ausgeschieden als Neunte in 4:08,15 min

13. August 2013, 20:50 Uhr
| Platz | Name                 | Nation      | Zeit (min) |
| ----- | -------------------- | ----------- | ---------- |
| 1     | Zoe Buckman          | Australien  | 4:04,82    |
| 2     | Faith Kipyegon       | Kenia       | 4:04,83    |
| 3     | Jelena Korobkina     | Russland    | 4:05,18    |
| 4     | Mary Cain            | USA         | 4:05,21    |
| 5     | Genzebe Dibaba       | Äthiopien   | 4:05,23    |
| 6     | Nancy Jebet Langat   | Kenia       | 4:05,30    |
| 7     | Siham Hilali         | Marokko     | 4:05,32    |
| 8     | Nicole Sifuentes     | Kanada      | 4:06,30    |
| 9     | Maureen Koster       | Niederlande | 4:08,15    |
| 10    | Sonja Roman          | Slowenien   | 4:08,63    |
| 11    | Luiza Gega           | Albanien    | 4:08,79    |
| DOP   | Swetlana Podosjonowa | Russland    | 4:05,36    |

### Halbfinallauf 2
13. August 2013, 20:51 Uhr
| Platz | Name                 | Nation         | Zeit (min)                                     |
| ----- | -------------------- | -------------- | ---------------------------------------------- |
| 1     | Abeba Aregawi        | Schweden       | 4:05,66                                        |
| 2     | Hellen Obiri         | Kenia          | 4:05,76                                        |
| 3     | Jenny Simpson        | USA            | 4:05,79                                        |
| 4     | Hannah England       | Großbritannien | 4:06,80                                        |
| 5     | Kate van Buskirk     | Kanada         | 4:07,36 eigentlich für das Finale qualifiziert |
| 6     | Renata Pliś          | Polen          | 4:08,02                                        |
| 7     | Natalia Rodríguez    | Spanien        | 4:09,18                                        |
| 8     | Rababe Arafi         | Marokko        | 4:09,86                                        |
| 9     | Sarah Brown          | USA            | 4:12,16                                        |
| 10    | Mimi Belete          | Bahrain        | 4:14,22                                        |
| DNF   | Btissam Lakhouad     | Marokko        |                                                |
| DOP   | Jekaterina Scharmina | Russland       | 4:06,49 für das Finale zugelassen              |

Im zweiten Halbfinale ausgeschiedene Athletinnen:

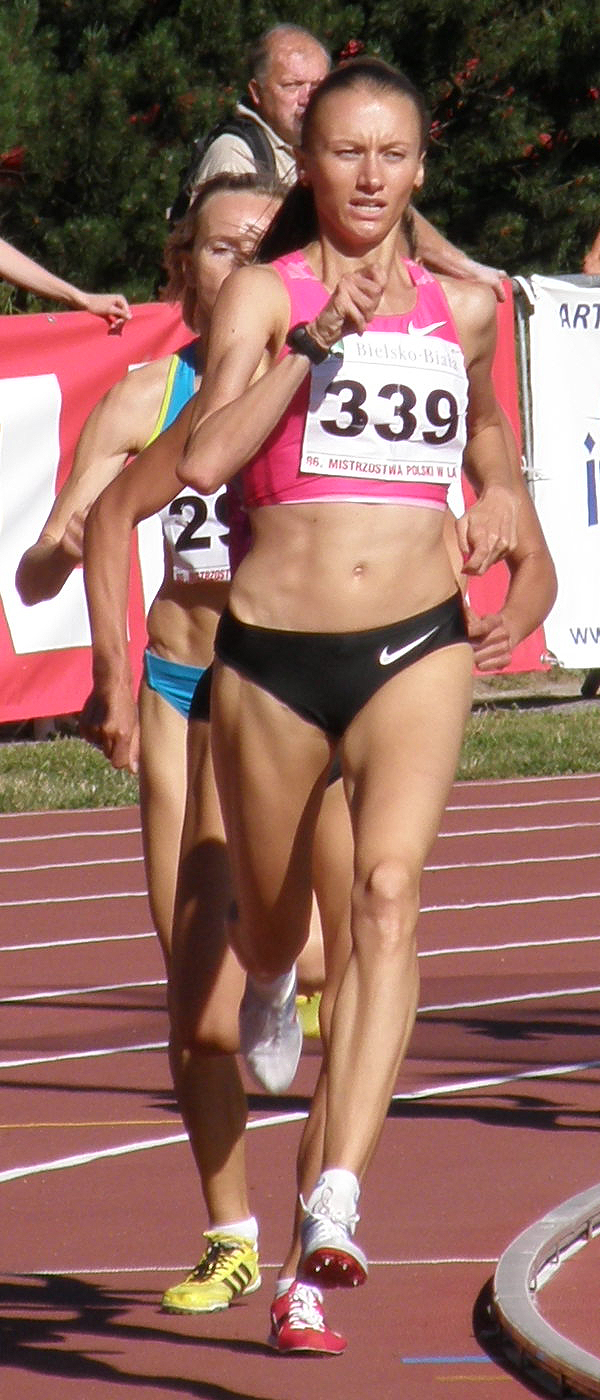
Renata Pliś Rang sechs in 4:08,02 min
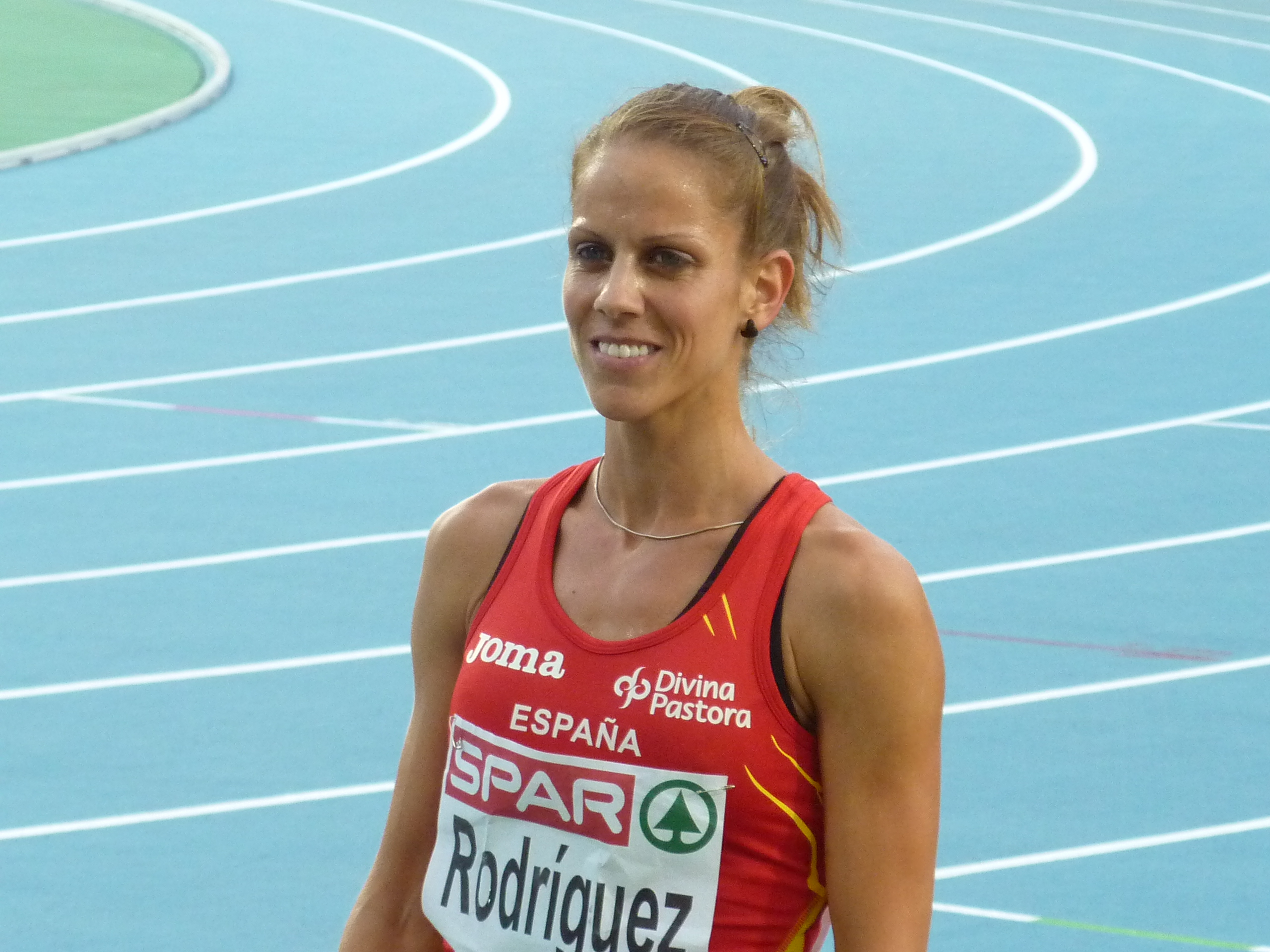
Natalia Rodríguez, 2011 WM-Dritte und 2010 Vizeeuropameisterin – Rang sieben in 4:09,18 min
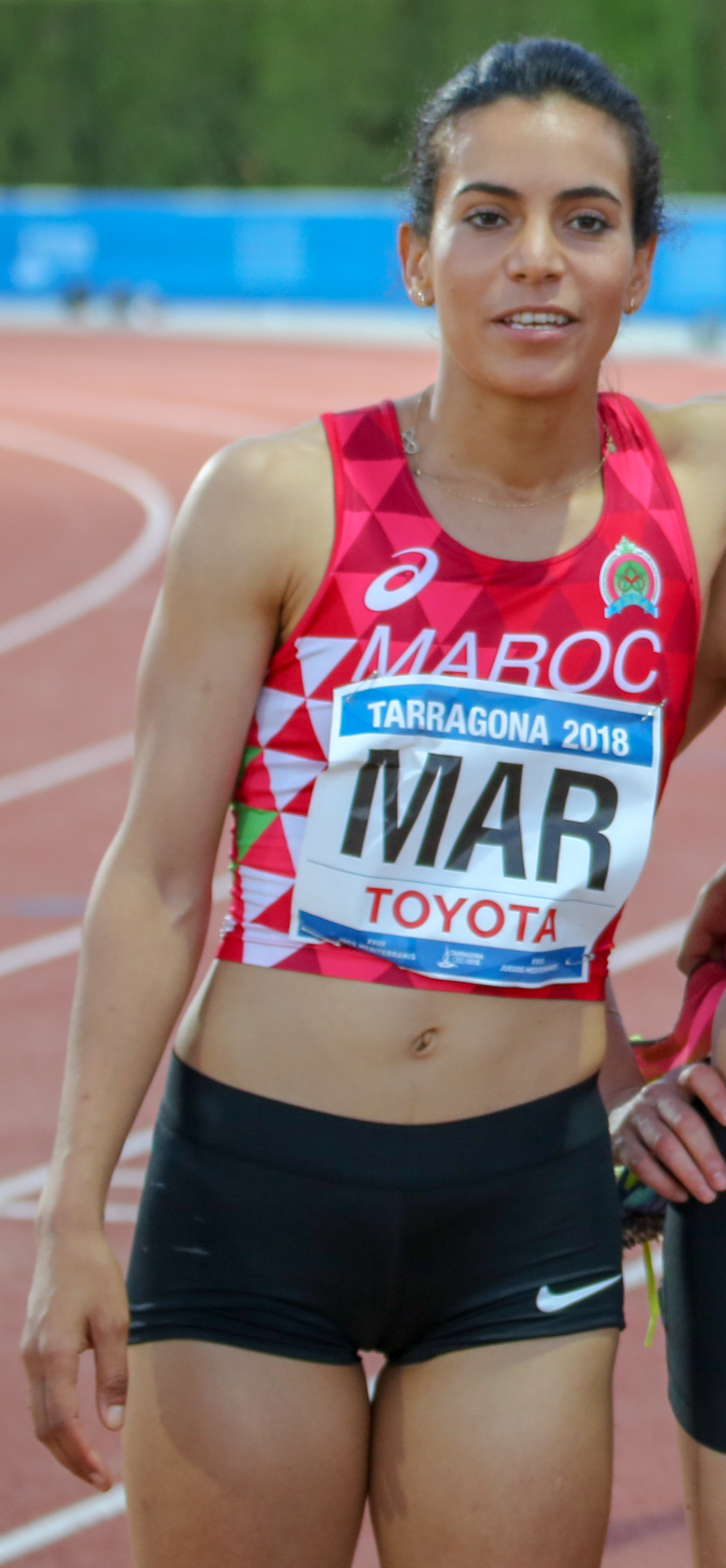
Rababe Arafi Rang acht in 4:09,86 min
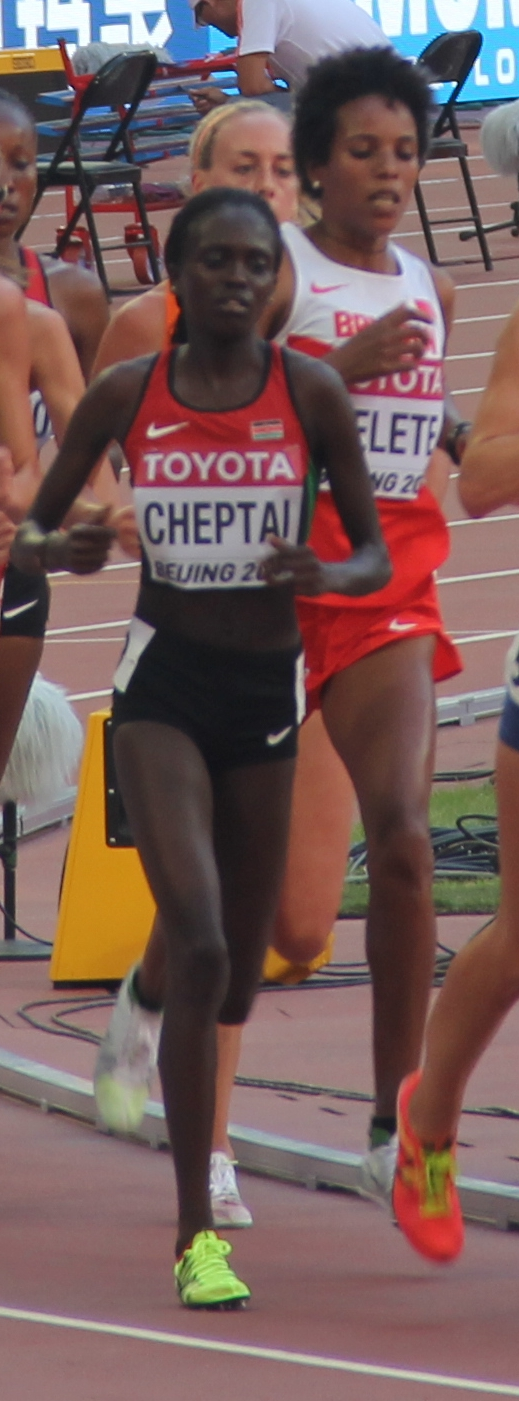
Mimi Belete (rechts) Rang zehn in 4:14,22 min
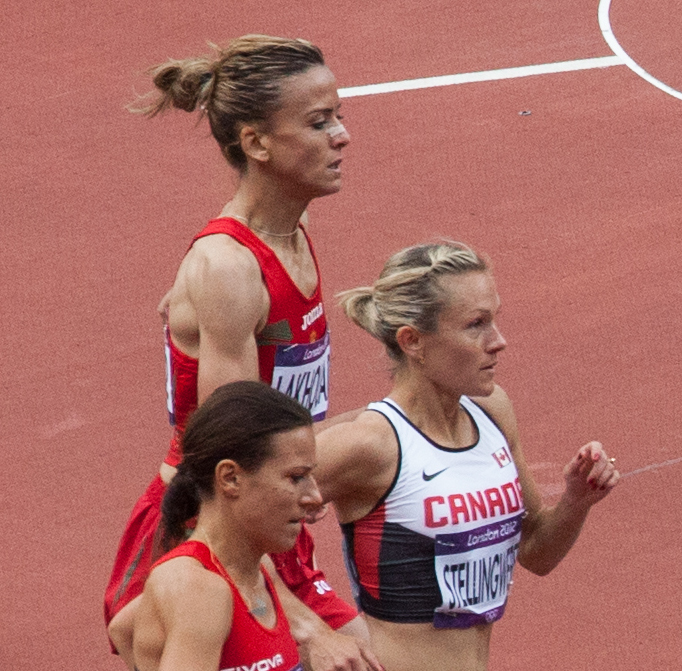
Btissam Lakhouad (ganz vorn) nicht im Ziel

## Finale

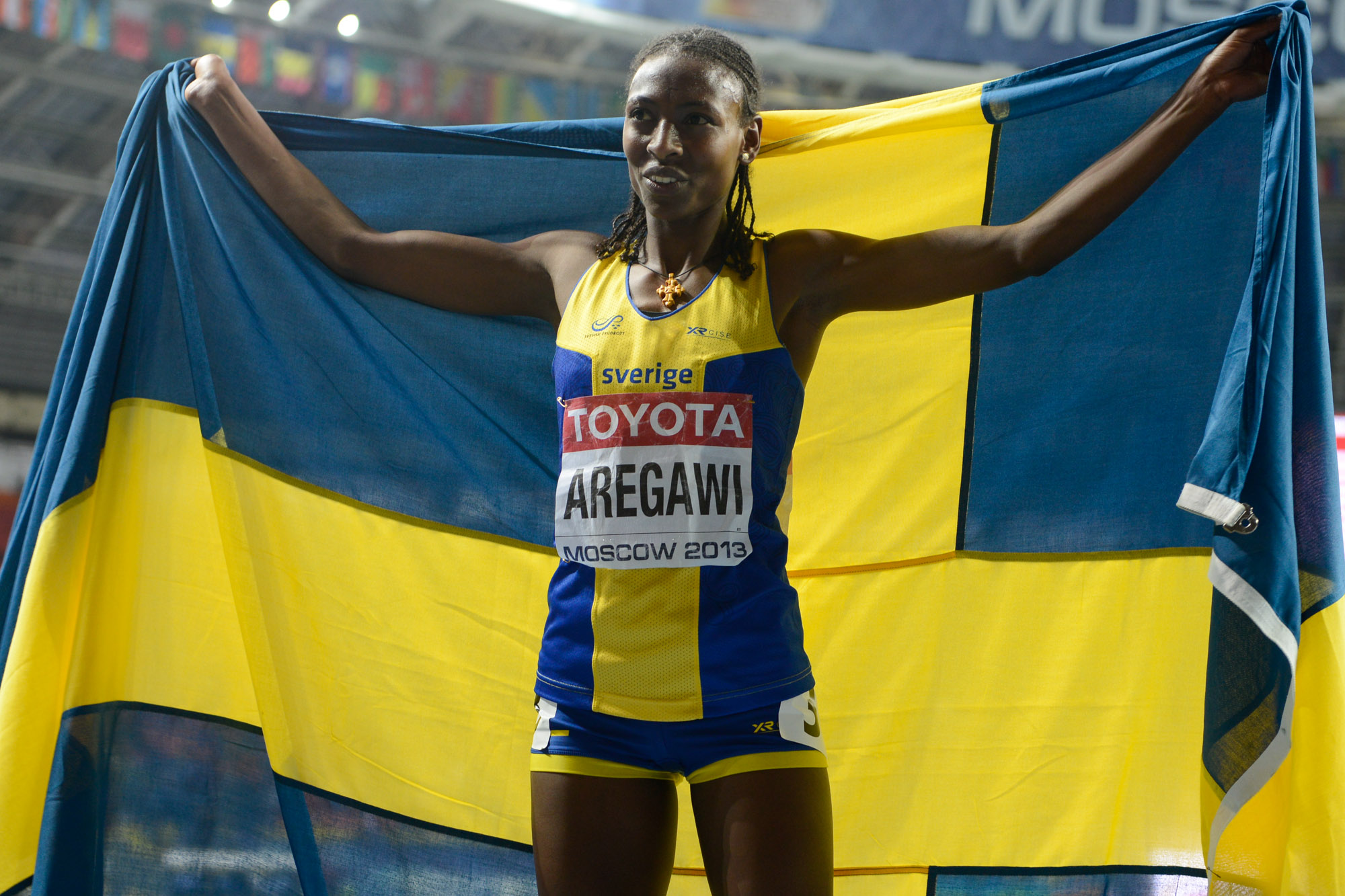
Weltmeisterin Abeba Aregawi

15. August 2013, 21:20 Uhr
| Platz | Name                 | Nation         | Zeit (min) |
| ----- | -------------------- | -------------- | ---------- |
| 1     | Abeba Aregawi        | Schweden       | 4:02,67    |
| 2     | Jenny Simpson        | USA            | 4:02,99    |
| 3     | Hellen Obiri         | Kenia          | 4:03,86    |
| 4     | Hannah England       | Großbritannien | 4:04,98    |
| 5     | Faith Kipyegon       | Kenia          | 4:05,08    |
| 6     | Zoe Buckman          | Australien     | 4:05,77    |
| 7     | Genzebe Dibaba       | Äthiopien      | 4:05,99    |
| 8     | Nancy Jebet Langat   | Kenia          | 4:06,01    |
| 9     | Mary Cain            | USA            | 4:07,19    |
| 10    | Siham Hilali         | Marokko        | 4:09,16    |
| 11    | Jelena Korobkina     | Russland       | 4:10,18    |
| DOP   | Jekaterina Scharmina | Russland       | 4:05,49    |

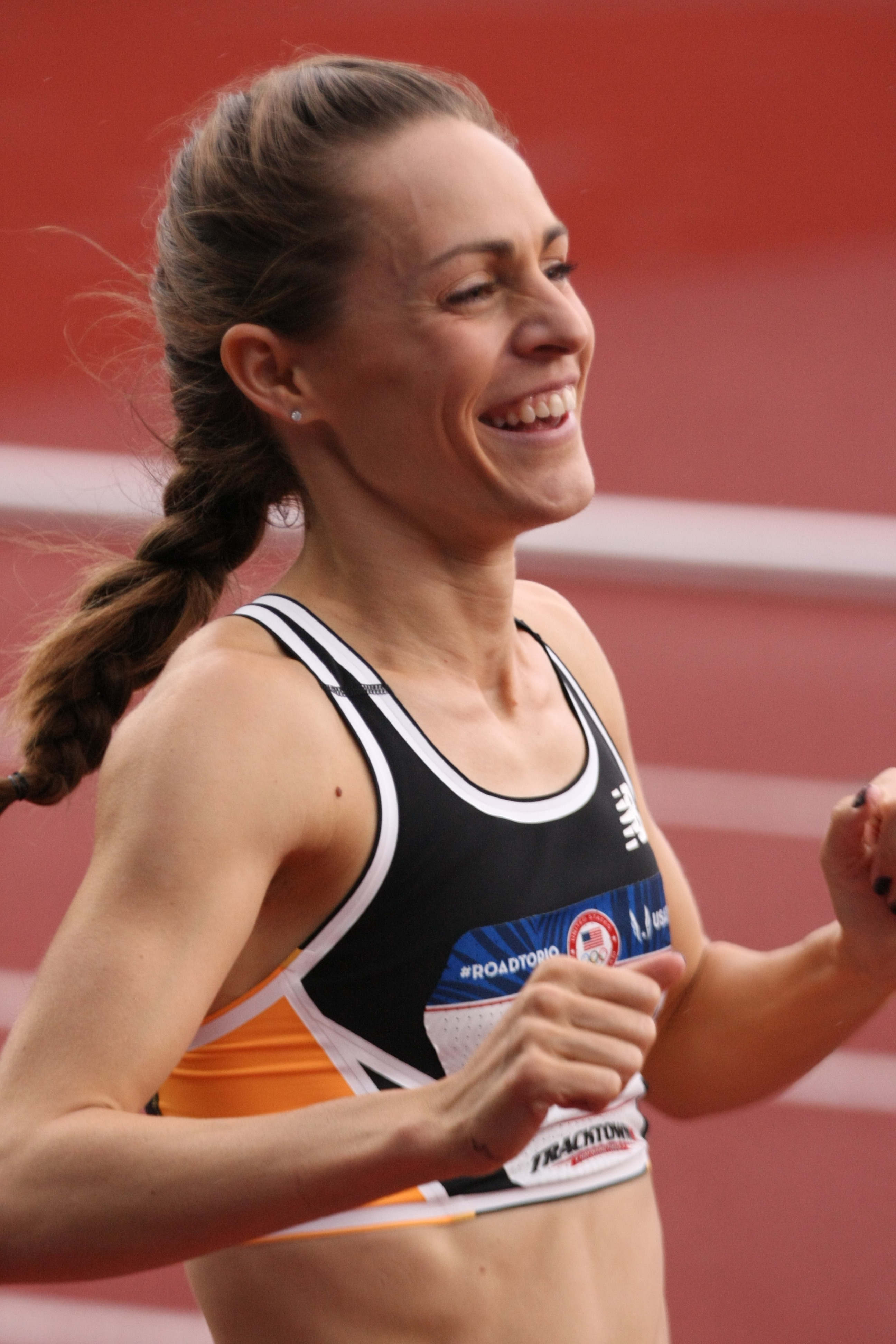
Vizeweltmeisterin wurde die Titelverteidigerin und Olympiadritte von 2012 Jenny Simpson
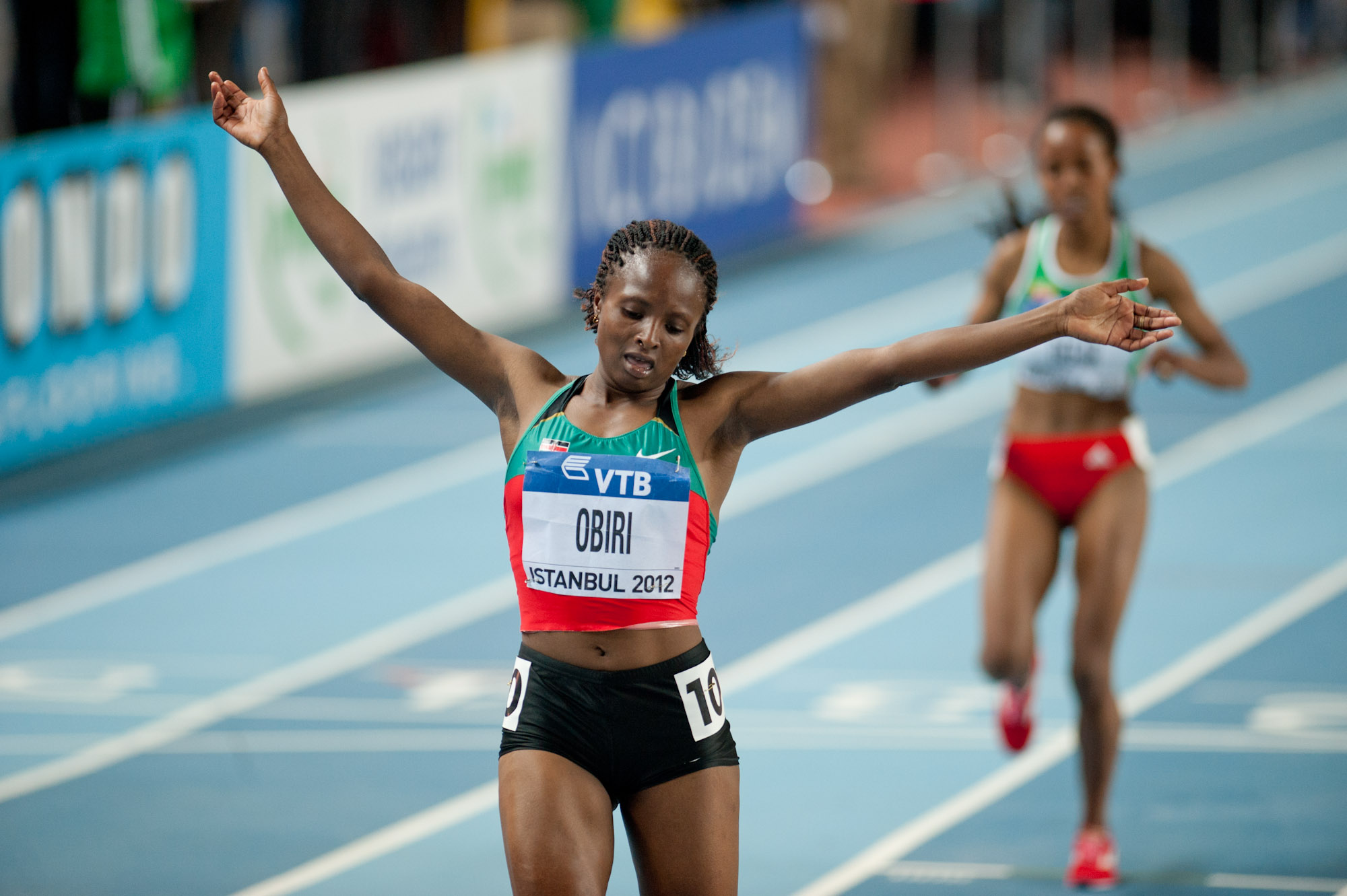
Bronze gab es für Hellen Obiri
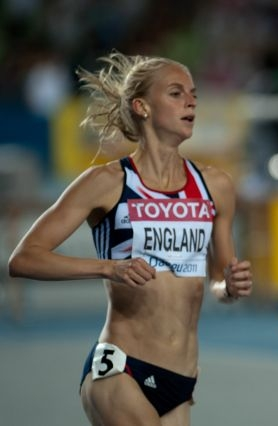
Hannah England, hier als Vizeweltmeisterin von 2011, belegte Rang vier
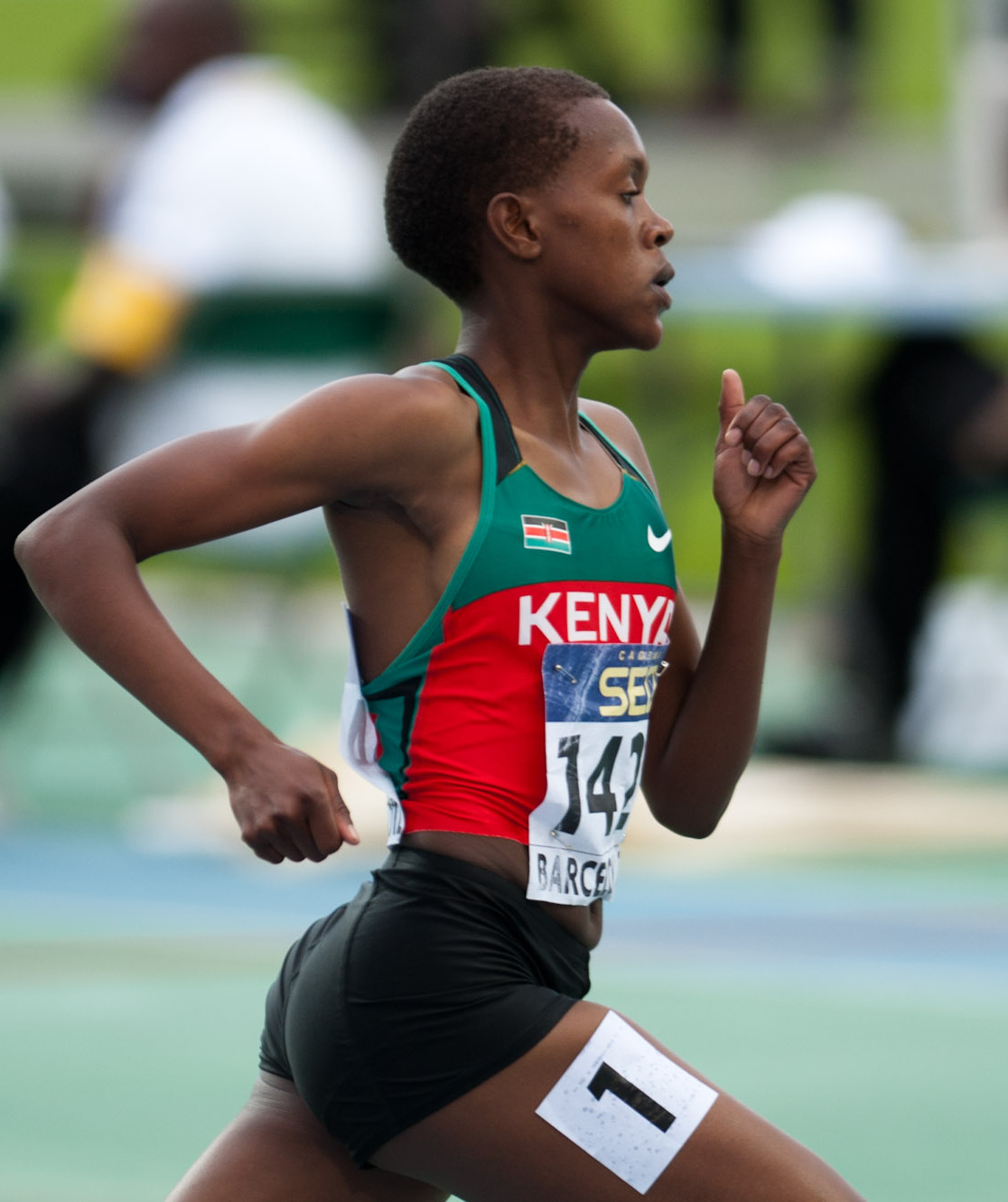
Faith Kipyegon kam auf den fünften Platz
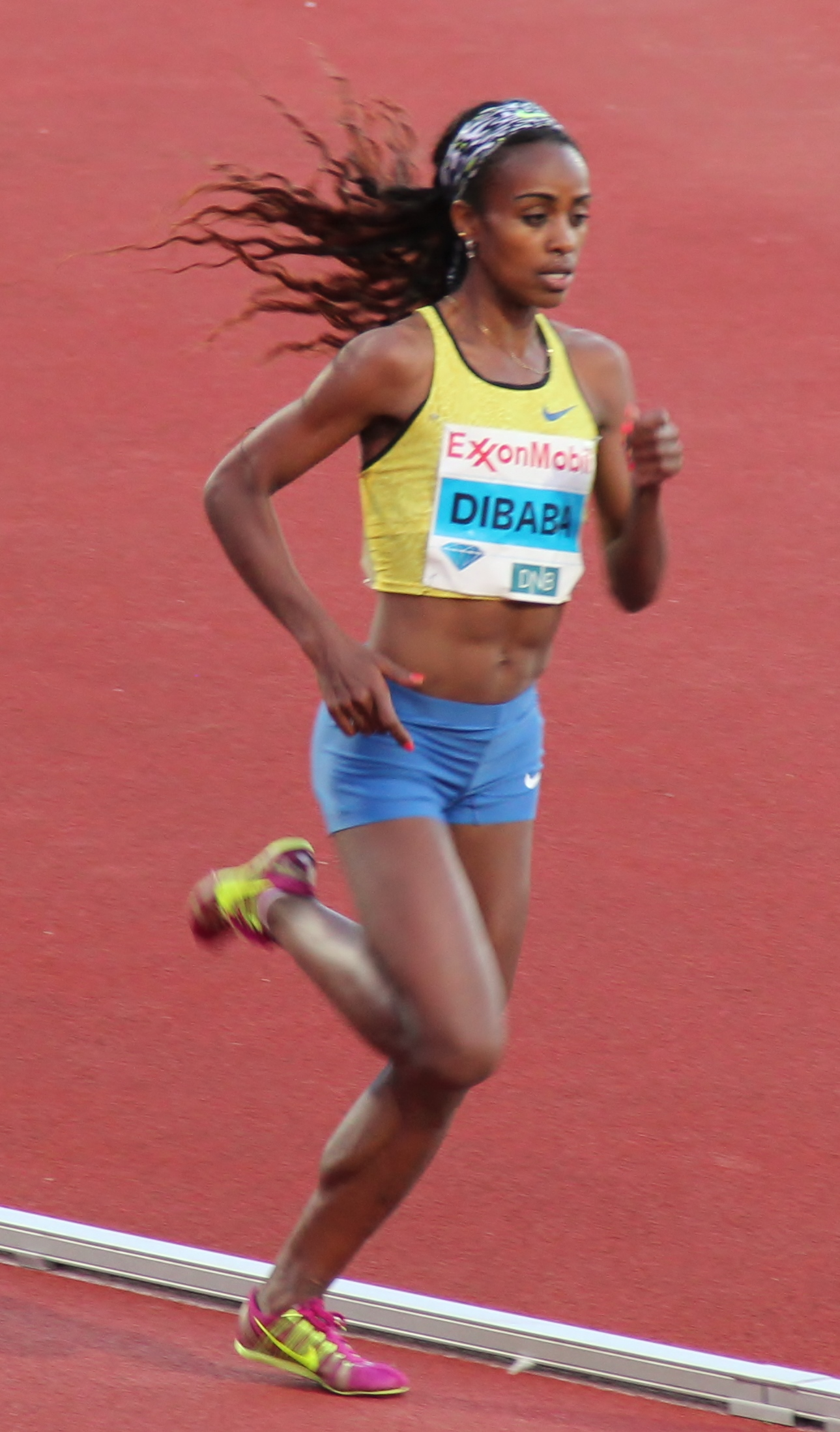
Genzebe Dibaba erreichte Platz sieben
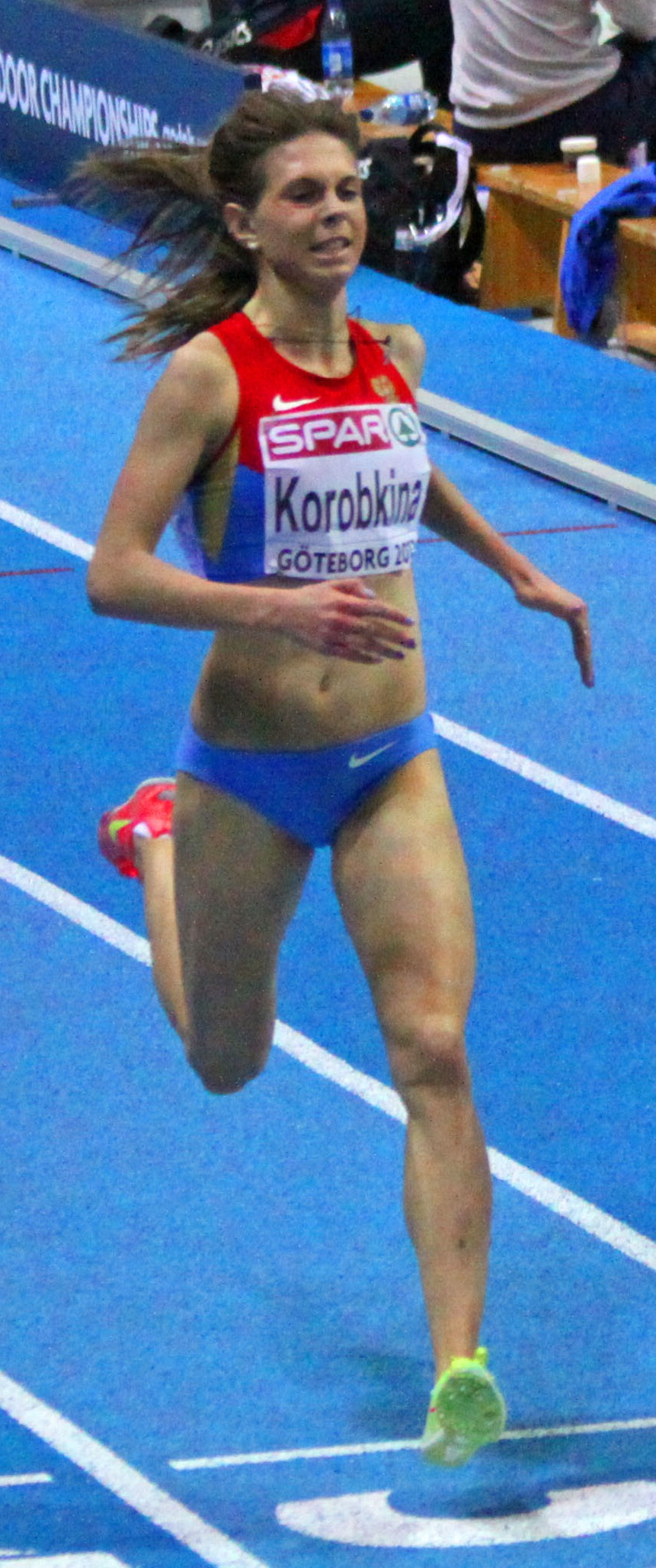
Die elftplatzierte Jelena Korobkina
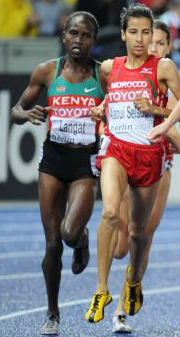
Rang acht für Nancy Jebet Langat (links)

## Video
- 1500 m women final IAAF World athletics Championships Moscow 2013, youtube.com, abgerufen am 1. Februar 2021